# Johann Mousson
Johann Mousson (1866 - 1944), was een Zwitsers politicus.
Johann Mousson was lid van de Vrijzinnig Democratische Partij (FDP). Hij was lid van de Regeringsraad van het kanton Zürich. Johann Mousson was in 1915 voorzitter van de Regeringsraad (dat wil zeggen regeringsleider) van het kanton Zürich.